# The Multicoloured Shades
The Multicoloured Shades sind eine deutsche Psychedelic-Rock-Band aus Marl, die von 1984 bis 1990 existierte und seit 2019 wieder aktiv ist.

## Geschichte
Die Band wurde 1984 ins Leben gerufen. Das typische Element ihrer Musik war der „exzessive“ Gebrauch der Orgel. Die ersten zwei Schallplatten, ein 6-Track-Mini-Album mit dem Titel The Multicoloured Shades und das Album House of Wax, wurden auf dem Independent-Label Last Chance Records in Dortmund veröffentlicht. Die dritte Platte Sundome City Exit wurde 1987 von Virgin Records herausgebracht. Diese Platte enthielt das Lied Teen Sex Transfusion, das als Single-Auskopplung ein kleiner Hit wurde. Nach dem mäßigen Erfolg ihres Nachfolge-Albums Ranchero! löste sich die Gruppe 1990 auf. Anlässlich einer kurzlebigen Wiedervereinigung der Band in der Besetzung Barany, Maleike, Doering, Bizer und Gremm erschien Anfang 2002 ein Kompilations-Album. Am 8. April 2002 starb Pete Barany an einer Überdosis Psychopharmaka. Die Band löste sich in der Folge auf. 
Das einzige Bandmitglied, das abseits der Multicoloured Shades Erfolge feiern konnte, ist Gitarrist Eddie Wagner, der bereits während seiner Zeit mit der Band parallel bei Phillip Boa and the Voodooclub tätig und dort bis 1993 an verschiedenen Alben beteiligt war. Gitarrist Heinz-Werner Maleike ist seit 1994 Mitglied der Rockband B・Bus, mit der er fünf erfolglose Alben veröffentlichte. Bassist Michael Doering kehrte ebenso wie die Schlagzeuger Martin Heimes und Bernd Gremm der Musik den Rücken zu, wobei Doering 2004 noch als Texter für die Sängerin Kerstin Merlin vom Schlagerduo Rotblond auffiel. Keyboarder Detlev Bizer spielte nach den Multicoloured Shades bei der Solinger Neo-Psychedelic-Band The Cheeks.
2016 und 2018 wurden insgesamt neun bis dato unveröffentlichte Stücke der Band vom Bremer Label Fuego Records als zwei EPs auf den Markt gebracht. 2019 veröffentlichte das Label Sireena Records ein Tributealbum, auf dem Bands und Künstler wie 7 Days Awake, Mike Zero und Zepp Oberpichler Lieder der Multicoloured Shades covern.
Seit 2019 sind Maleike, Doering und Bizer zusammen mit den neuen Mitgliedern Christian Müller (Gesang) und Thorsten Stratmann (Schlagzeug, spielt auch bei Daily Thompson) wieder als Band aktiv.

## Diskografie (Auszug)
- 1984: The Multicoloured Shades (EP, Last Chance Records)
- 1985: House of Wax (Last Chance Records)
- 1987: Sundome City Exit (Virgin Records)
- 1989: Ranchero! (Virgin Records)
- 2001: Teen Sex Transfusion (Kompilationsalbum, Fridge Records)
- 2015: Live in Berlin (Livealbum, postum, Fuego Records)
- 2016: The Lost Tapes (EP, postum, Fuego Records)
- 2018: Rehearsal Room Dortmund Hafen 1992 (EP, postum, Fuego Records)
- 2024: 2025 (Sireena Records)